# 安宅夏夫
安宅 夏夫（あたか なつお、1934年8月29日 - 2020年3月23日）は、日本の文筆家。本名、安宅敏雄。

## 人物・来歴
石川県金沢市出身、慶應義塾大学文学部卒業。金沢市で18年間、高校の国語教員として勤務の傍ら短歌や詩の創作を行う。その後上京して文筆家となる。日本現代詩人会、大衆文学研究会会員。
2003年、『「日本百名山」の背景 深田久弥・二つの愛』で尾崎秀樹記念・大衆文学研究賞評論・伝記部門を受賞、2012年、第一回群系賞を野口存彌とともに受賞。
2020年3月23日、肺炎のため死去。85歳没。

## 著書
- 『合著 現代短歌’66』 東京歌人集会 1966
- 『合著 現代詩の鑑賞』 明治書院 1968
- 『詩集 シオンの娘』 私家版 1968
- 『歌集 アドニス頌』 思潮社 1969
- 『詩集 ラマ・タブタブ』 長帽子の会 1969
- 『火の舞踏・安宅夏夫詩集』 母岩社 1972
- 『愛の狩人室生犀星』 社会思想社 (現代教養文庫) 1973
- 『歌集 火の泉』書肆季節社 1974
- 『詩画集 萬華鏡』沖積舎 1978
- 『金沢文学散歩』保育社(カラーブックス) 1984
- 『鎌倉文学散歩』 保育社(カラーブックス) 1993
- 『坂東三十三カ所・秩父三十四カ所めぐり』大牟田太朗共著 JTB 1997
- 『松本清張研究』砂書房 1998
- 『渡辺淳一作品にみるヒロインたちの生きかた』 郷原宏共著 KSS出版 1999
- 『「日本百名山」の背景 深田久弥・二つの愛』 集英社新書 2002
- 『坂東三十三カ所めぐり』 (楽学ブックス. 古寺巡礼 3)大和田秀樹写真. JTBパブリッシング, 2008
- 『秩父三十四カ所めぐり』(楽学ブックス. 古寺巡礼 4) 西田伸夫写真. JTBパブリッシング, 2008.2